# 布斯南

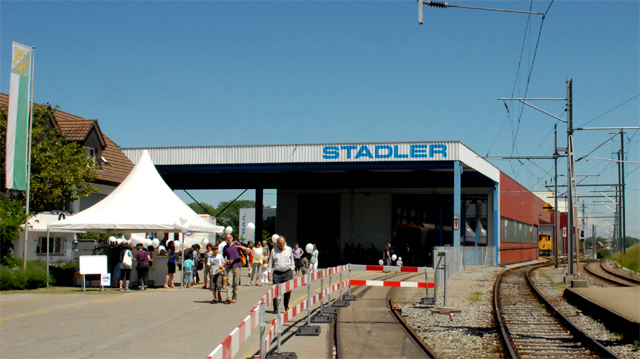

布斯南是瑞士的城鎮，位於該國東北部，由圖爾高州負責管轄，面積18.91平方公里，海拔高度445米，2012年人口2,168，五成半人口信奉基督教，人口密度每平方公里115人。